# Giải đua ô tô Công thức 1 Trung Quốc 2008

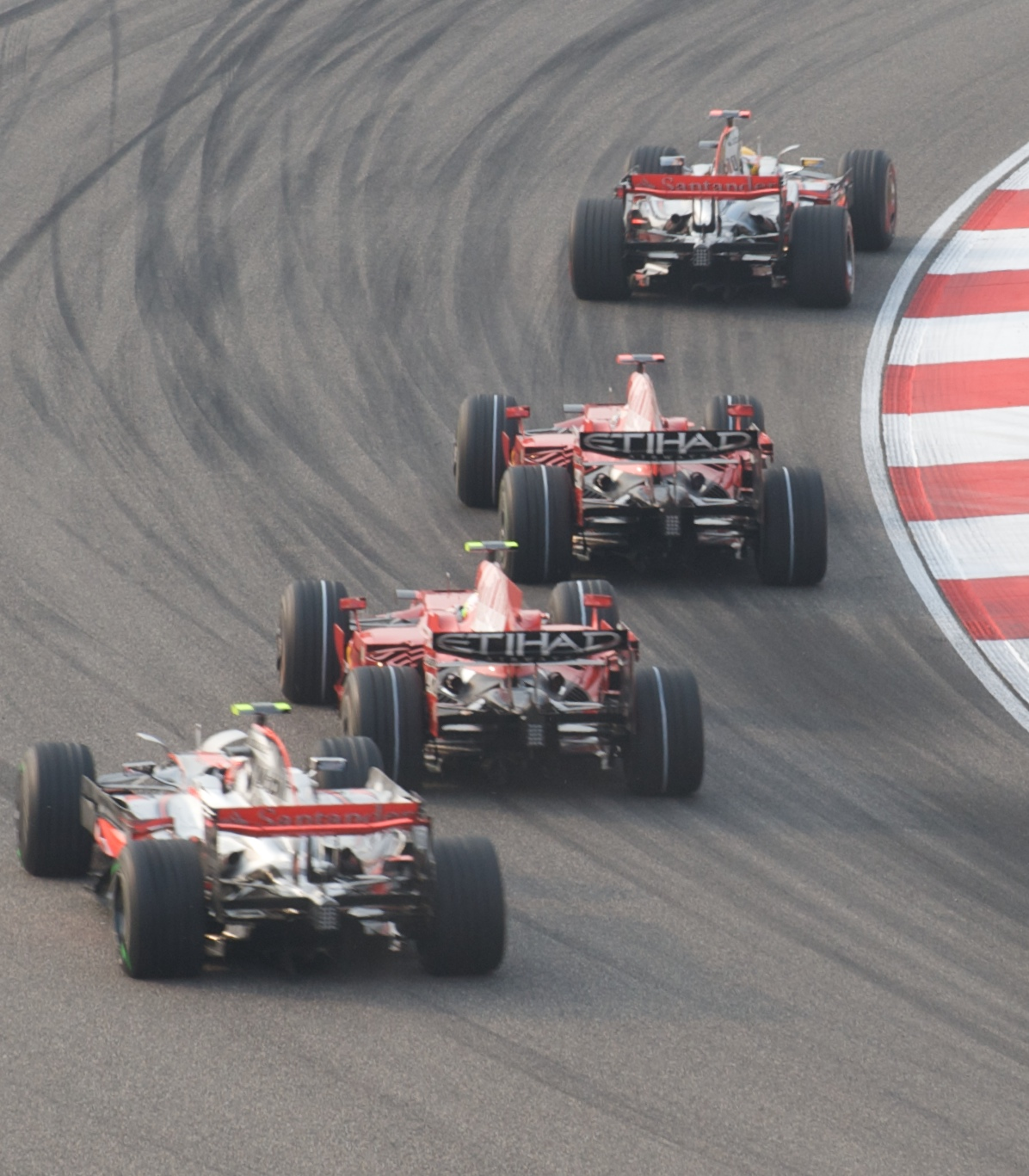
Cuộc đua, Vòng 1 - Shanghai F1 GP 2008.

Giải đua ô tô Công thức 1 Trung Quốc năm 2008 là chặng đua thứ mười bảy của giải vô địch thế giới Công thức 1 năm 2008. Giải được tổ chức từ ngày 17 đến ngày 19 tháng 10 năm 2008.